# Cultura di Remedello

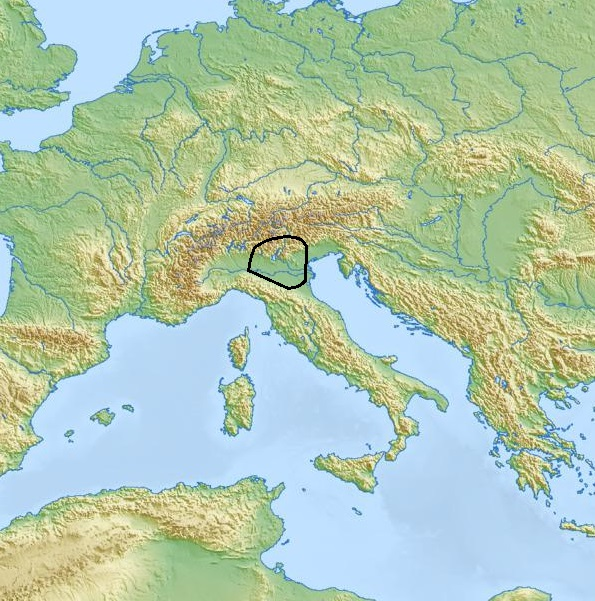
Mappa di distribuzione della Cultura di Remedello.

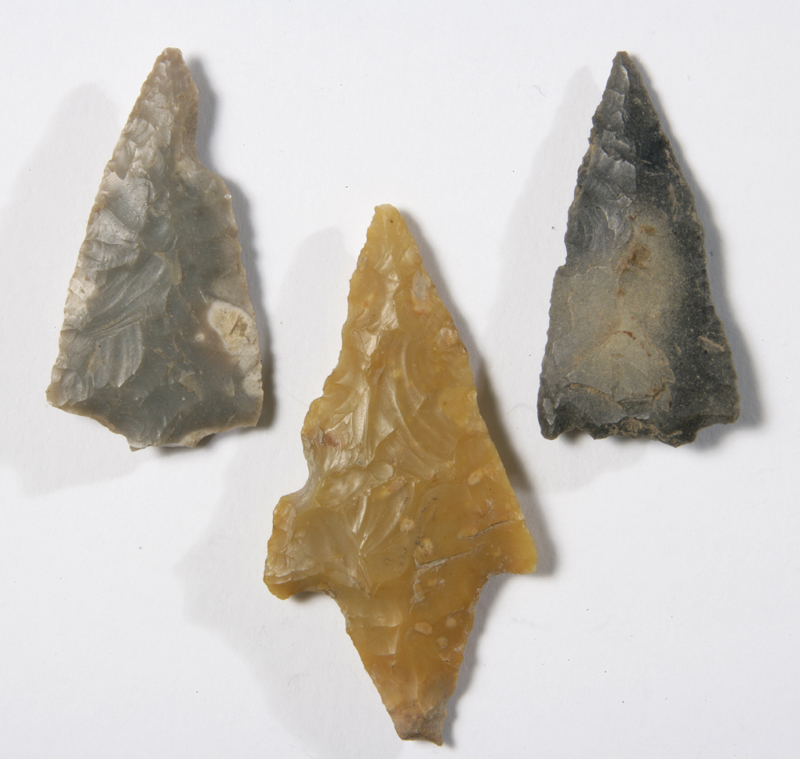
Punte di freccia in selce dal territorio di Castelleone, per cacciare, ma anche per uso bellico

La cultura di Remedello si sviluppò nell'età del rame (III millennio a.C.) nell'Italia settentrionale, in particolare nell'area padana, con estensioni anche in Emilia e in Toscana. Il nome deriva dal comune di Remedello (BS) dove a fine Ottocento sono state ritrovate numerose sepolture.

## Gli scavi
Le prime sepolture vennero alla luce nell'inverno del 1884 ma vennero quasi completamente distrutte dai lavori agricoli che avevano portato alla scoperta del sito; le prime tombe furono scavate da Giovanni Bandieri e don Ruzzenenti, inizialmente sotto la direzione scientifica di Gaetano Chierici, che a seguito delle rigide temperature si ammalò e morì nel gennaio 1886. I lavori di scavo proseguirono sotto la guida di Giovanni Bandieri, che trasportò molti dei reperti e alcune tombe nel Palazzo dei Musei (Reggio Emilia). Altre campagne di scavo furono eseguite negli anni successivi, e in seguito negli anni '70 e '80 del Novecento.

## Le sepolture
Le sepolture di questo periodo custodivano nella maggior parte dei casi un solo defunto, in posizione rannicchiata o supina; i rannicchiati erano deposti prevalentemente sul fianco sinistro con il capo rivolto a Nord ovest. Nella necropoli di Remedello e in altre dello stesso arco cronologico sono però presenti anche sepolture multiple e, in altri siti coevi, anche rituali di deposizione secondaria dei cadaveri.
I corredi maschili erano rappresentati da frecce, pugnali in pietra e asce in pietra levigata; tra le sepolture sono poche quelle con asce e pugnali in rame o oggetti ornamentali.
Le sepolture femminili si presentavano corredate da recipienti di ceramica o (in rari casi) oggetti d'ornamento. Le tombe di bambini o giovani contenevano a corredo semplici schegge di selce.
Tra gli elementi ritrovati degni di nota si segnala la presenza di selci estremamente accurate, oggetti in rame arsenicale o in argento (armi, spilloni, pettorali, bracciali), caratterizzati da elementi decorativi di origine orientale; cuspidi di frecce, pugnali litici, asce in pietra levigata e in pietra verde. Poche sepolture contenevano oggetti di ornamento quali ad esempio decorazioni ricavate dalle conchiglie Dentalium e Cardium.

## Cronologia

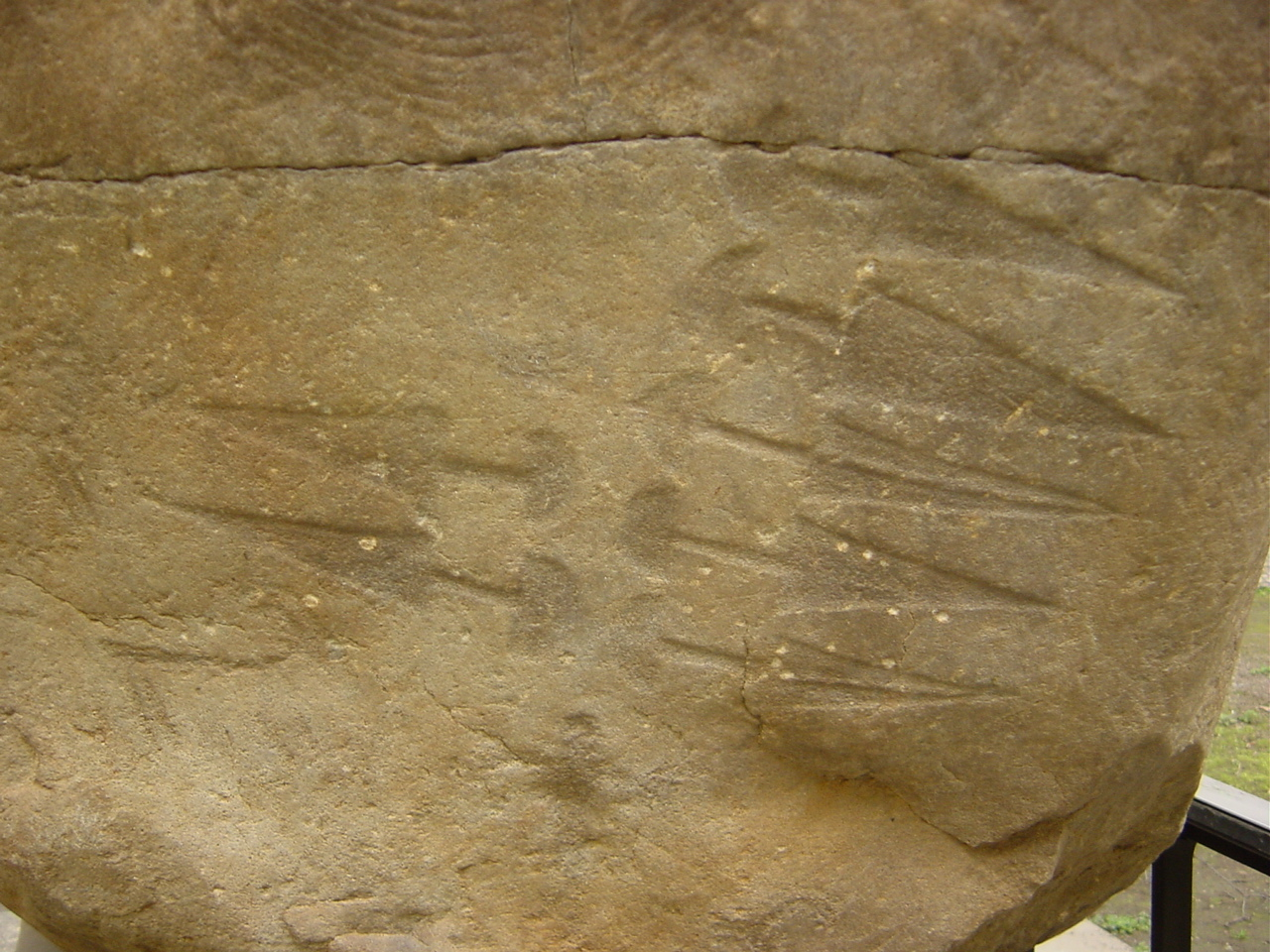
Masso di Borno (2800-2400 a.C.), Valcamonica

Sebbene le tombe rinvenute siano databili per la maggior parte all'età del rame, sono state ritrovate sepolture anche delle successive età del bronzo e del ferro.
Recentemente si sono distinti due periodi cronologici databili all'età del rame: le cronologie assegnate in un primo momento (Remedello I: 3400/3200 a.C. - 2800 a.C.; Remedello II: 2900/2800 a.C. - 2400 a.C.) sono state riviste da Raffaele de Marinis grazie alle nuove datazioni delle tombe 78 e 83 e così aggiornate:
- Remedello I: 3500 - 3000 a.C., antica età del rame;
- Remedello II: 3000 - 2500 a.C., piena età del rame.

## Genetica

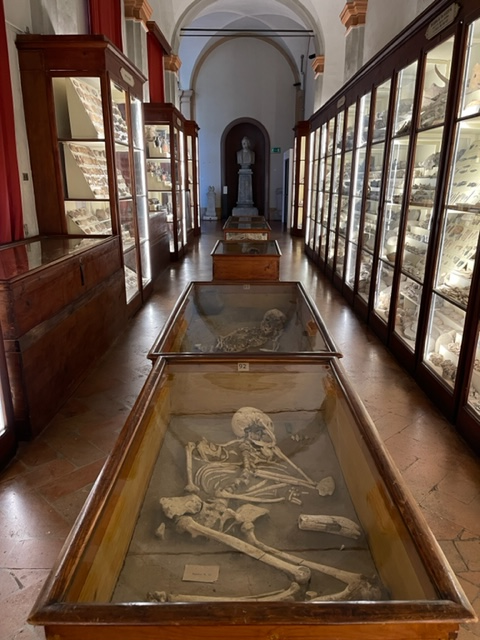
Tomba 78 dalla necropoli di Remedello Sotto, Museo Chierici di Paletnologia

In uno studio del 2015 sono stati analizzati 3 campioni appartenenti al sito di Remedello, datati dal 3400 al 1700 a.C.
In tutti e 3 gli scheletri è stato rilevato l'aplogruppo Y-DNA I2, più precisamente I2a1a1, clade attualmente diffusa soprattutto tra i Sardi, dove raggiunge il 38% dei lignaggi maschili.